# Parananilla mexicana
Parananilla mexicana är en skalbaggsart som beskrevs av Stefan von Breuning 1956. Parananilla mexicana ingår i släktet Parananilla och familjen långhorningar. Inga underarter finns listade i Catalogue of Life.